# James Phelps
James Andrew Eric Phelps (ur. 25 lutego 1986 w Sutton Coldfield, Anglia) – brytyjski aktor. Jego bratem bliźniakiem jest Oliver Phelps.
Podobnie jak jego brat bliźniak – Oliver (starszy o 13 minut), James interesował się aktorstwem i grywał w sztukach szkolnych. Obaj zostali wybrani do grania bliźniaków Weasleyów – Freda i George’a w serii o Harrym Potterze.

## Filmografia
- 2021: Ostatniej nocy w Soho jako szatniarz
- 2015: Patchwork jako Garrett
- 2012: Ward 3 jako Jimmy
- 2011: Harry Potter i Insygnia Śmierci. Część II jako Fred Weasley
- 2010: Harry Potter i Insygnia Śmierci. Część I jako Fred Weasley
- 2009: Kingdom jako Callum Anderson (Sezon 3, odcinek 5)
- 2009: Harry Potter i Książę Półkrwi jako Fred Weasley
- 2007: Harry Potter i Zakon Feniksa jako Fred Weasley
- 2005: Harry Potter i Czara Ognia jako Fred Weasley
- 2004: Harry Potter i więzień Azkabanu jako Fred Weasley
- 2002: Harry Potter i Komnata Tajemnic jako Fred Weasley
- 2001: Harry Potter i Kamień Filozoficzny jako Fred Weasley